# ROCK SHOW
『ROCK SHOW』（ロック・ショウ）は、日本のロックバンド・ZIGGYの17枚目のオリジナル・アルバム。SPACE SHOWER MUSICより発売。

## 概要
- これまでの作品よりハードな仕上がりになっており、ガンズ・アンド・ローゼズやモトリー・クルー等のLAメタルを彷彿させるような楽曲が並ぶ。
- 「逃避行」は2014年に行われた全国ツアーでのライブ会場限定CDに収録された楽曲で、今作ではアレンジを変えて再録している。
- 「WONDERFUL FEELING」は森重樹一とドラムのサポートを務めるCHARGEEEEEE…の共作である。
- シークレットトラックとして「君の笑顔より美しい花を知らない」のアレンジバージョンを収録。

## 収録曲
| 全作詞: 森重樹一（#1を除く）。 |                                                  |                       |                        |      |
| #                              | タイトル                                         | 作詞                  | 作曲                   | 時間 |
| 1.                             | 「Opening」                                      | 森重樹一 （#1を除く） | 森重樹一               | 0:56 |
| 2.                             | 「ROCK SHOW」                                    | 森重樹一 （#1を除く） | 森重樹一               | 3:13 |
| 3.                             | 「その引き金を引け」                             | 森重樹一 （#1を除く） | 森重樹一               | 4:35 |
| 4.                             | 「この夜の向こうへ」                             | 森重樹一 （#1を除く） | 森重樹一               | 4:22 |
| 5.                             | 「逃避行」                                       | 森重樹一 （#1を除く） | 森重樹一               | 3:29 |
| 6.                             | 「銀のバレット」                                 | 森重樹一 （#1を除く） | 森重樹一               | 4:47 |
| 7.                             | 「時の流れる音を聞けば」                         | 森重樹一 （#1を除く） | 森重樹一               | 4:38 |
| 8.                             | 「WONDERFUL FEELING」                            | 森重樹一 （#1を除く） | 森重樹一、CHARGEEEEEE… | 4:45 |
| 9.                             | 「DON'T GET ME DOWN」                            | 森重樹一 （#1を除く） | 森重樹一               | 3:44 |
| 10.                            | 「LET ME GO ROCK'N'ROLL」                        | 森重樹一 （#1を除く） | 森重樹一               | 3:43 |
| 11.                            | 「時空の旅」                                     | 森重樹一 （#1を除く） | 森重樹一               | 4:09 |
| 12.                            | 「友の待つ空へ」                                 | 森重樹一 （#1を除く） | 森重樹一               | 5:09 |
| 13.                            | 「君の笑顔より美しい花を知らない」(Secret Track) | 森重樹一 （#1を除く） | 森重樹一               | 5:49 |
| 合計時間:                      | 合計時間:                                        | 合計時間:             | 53:19                  |      |